# Daiseion-ji (Deutschland)

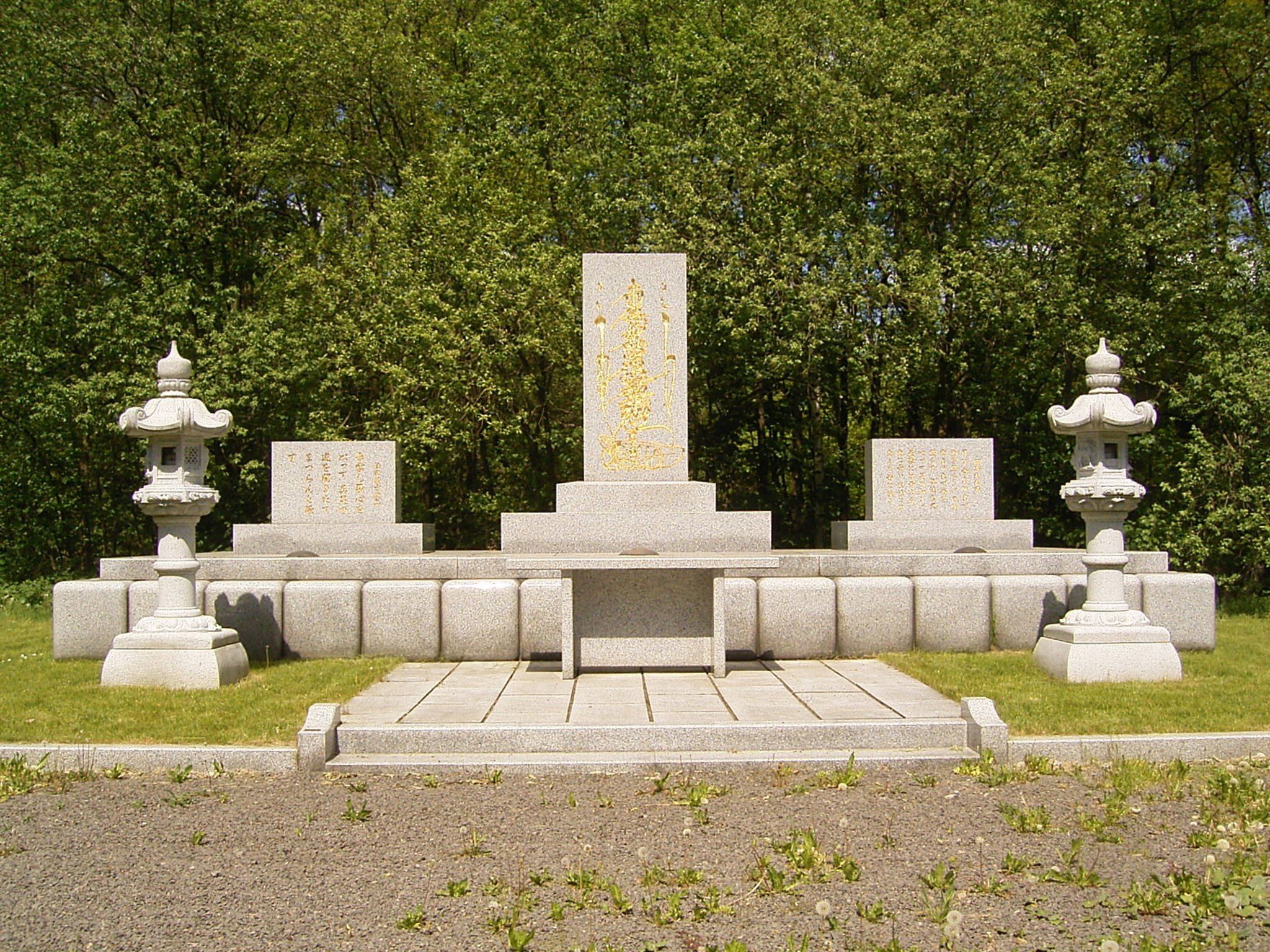
Teil der Außenanlage des Daiseion-ji

Der Daiseion-ji (jap. 大聖恩寺) ist ein Tempel der Nichiren-shū am östlichen Stadtrand von Wipperfürth, Nordrhein-Westfalen und als einer von dreien in Europa der einzige dieser buddhistischen Schule in Deutschland. Er wurde Ende der 1990er Jahre gegründet und nach einem Brand im Jahre 2002 wiedereröffnet. Als Daiseion-ji e.V. engagiert sich der Tempel besonders auch als religiöses Begegnungszentrum. Derzeitige Vorsitzende des Tempels sind Rev. Nissho Takeuchi und Rev. Shokei Steffens.
Am gleichen Ort befindet sich der Vereinssitz der Deutsch-Japanische Gesellschaft für Integrative Wissenschaft e.V.